# Pentti Laasonen
Pentti Laasonen, właśc. Veikko Pentti Johannes Laasonen (ur. 14 marca 1916, zm. 12 sierpnia 2000) – fiński matematyk i dydaktyk, rektor Politechniki Helsińskiej w latach 1970-1979.

## Życiorys
W 1937 ukończył szkołę średnią, następnie rozpoczął studia na Uniwersytecie w Helsinkach, gdzie równocześnie studiował dwa kierunki – filozofię i matematykę. W latach 1941-1943 pracował jako matematyk w Fińskich Siłach Powietrznych.
W latach 1943-1948 został zatrudniony jako matematyk w Państwowej Fabryce Samolotów w Tampere. Od 1948 do 1961 wykładał matematykę stosowaną na Politechnice w Helsinkach, gdzie w 1962 uzyskał tytuł profesora mianowanego matematyki stosowanej.
W latach 1970-1979 sprawował funkcję rektora Politechniki w Helsinkach. Czynnie działał w towarzystwach i instytucjach naukowych.
W 1945 poślubił Saarę Saastamoinen, z którą miał cztery córki: Helenę, Annikki, Inkeri i Marjattę.

## Stanowiska
- 1941-1943 – matematyk w Fińskich Siłach Powietrznych,
- 1943-1948 – matematyk w Państwowej Fabryce Samolotów w Tampere,
- 1948-1961 – wykładowca matematyki stosowanej na Politechnice w Helsinkach,
- 1970-1979 – rektor Politechniki w Helsinkach.

## Członkostwa
- 1964-1970 – członek Państwowej Komisji Naukowej,
- 1984-1985 – prezes Fińskiej Akademii Nauk i Literatury,
- 1980-1985 – prezes Fińskiej Akademii Technologii.

## Nagrody, wyróżnienia, odznaczenia
Trzykrotny laureat tytuł doktora honoris causa:
- 1976 – Politechnika Warszawska[3]
- 1983 – Politechnika w Dreźnie
- 1985 – Politechnika w Helsinkach

## Publikacje
Autor 83 prac naukowych napisanych w językach:
- fińskim (27)
- szwedzkim (3)
- angielskim (21)
- niemieckim (32)[1]